# Aristolochia klossii
Aristolochia klossii är en piprankeväxtart som beskrevs av Henry Nicholas Ridley. Aristolochia klossii ingår i släktet piprankor, och familjen piprankeväxter. Inga underarter finns listade i Catalogue of Life.